# Stefan Bozhkov
Stefan Bozhkov (en búlgaro: Стефан Божилов Стефанов) (Sofía, 20 de septiembre de 1923 - ibídem, 1 de febrero de 2014) fue un entrenador y jugador de fútbol búlgaro que jugaba en la demarcación de centrocampista.

## Biografía
Stefan Bozhkov debutó como futbolista en 1938 a los 15 años de edad con el PFC CSKA Sofia, club en el que permaneció durante las ocho temporadas siguientes. Tras recalar en el SK Kladno checo, y haber ganado una Druhá liga en 1948, Bozhkov volvió al PFC CSKA Sofia. Marcó 47 goles en 202 partidos jugados. Además consiguió ganar diez Liga Profesional de Bulgaria. También fue seleccionado para el Balón de Oro de 1956, donde quedó en el puesto 13. Tras retirarse como futbolista en 1960 fue fichado por la selección de fútbol de Bulgaria como seleccionador durante un año. Seis años después volvió a ser elegido seleccionador de Bulgaria hasta 1970. Durante este período jugó los Juegos Olímpicos de México 1968, donde ganó la medalla de plata. Doce años después de su destitución del cargo, volvió al PFC CSKA Sofia para entrenar al equipo durante esa temporada, en la que ganó la Liga Profesional de Bulgaria.
Falleció el 1 de febrero de 2014 en Sofía a los 90 años de edad.

## Selección nacional
Jugó un total de 53 partidos con la selección de fútbol de Bulgaria en los que marcó cuatro goles entre 1946 y 1958. Jugó los Juegos Olímpicos de Helsinki 1952 y los Juegos Olímpicos de Melbourne 1956, donde ganó la medalla de bronce.

## Clubes

### Como futbolista
| Club           | País            | Año         | Partidos | Goles |
| -------------- | --------------- | ----------- | -------- | ----- |
| PFC CSKA Sofia | Bulgaria        | 1938 - 1946 | ¿?       | ¿?    |
| SK Kladno      | República Checa | 1946 - 1948 | ¿?       | ¿?    |
| PFC CSKA Sofia | Bulgaria        | 1948 - 1960 | 202      | 47    |

### Como entrenador
| Club                            | País     | Año         |
| ------------------------------- | -------- | ----------- |
| Selección de fútbol de Bulgaria | Bulgaria | 1960        |
| Selección de fútbol de Bulgaria | Bulgaria | 1966 - 1970 |
| PFC CSKA Sofia                  | Bulgaria | 1982        |

## Palmarés

### Como futbolista

#### Campeonatos nacionales
| Título                       | Club           | País            | Año  |
| ---------------------------- | -------------- | --------------- | ---- |
| Liga Profesional de Bulgaria | PFC CSKA Sofia | Bulgaria        | 1948 |
| Liga Profesional de Bulgaria | PFC CSKA Sofia | Bulgaria        | 1951 |
| Liga Profesional de Bulgaria | PFC CSKA Sofia | Bulgaria        | 1952 |
| Liga Profesional de Bulgaria | PFC CSKA Sofia | Bulgaria        | 1954 |
| Liga Profesional de Bulgaria | PFC CSKA Sofia | Bulgaria        | 1955 |
| Liga Profesional de Bulgaria | PFC CSKA Sofia | Bulgaria        | 1956 |
| Liga Profesional de Bulgaria | PFC CSKA Sofia | Bulgaria        | 1957 |
| Liga Profesional de Bulgaria | PFC CSKA Sofia | Bulgaria        | 1958 |
| Liga Profesional de Bulgaria | PFC CSKA Sofia | Bulgaria        | 1959 |
| Liga Profesional de Bulgaria | PFC CSKA Sofia | Bulgaria        | 1960 |
| Druhá liga                   | SK Kladno      | República Checa | 1948 |

### Como entrenador

#### Campeonatos nacionales
| Título                       | Club           | País     | Año  |
| ---------------------------- | -------------- | -------- | ---- |
| Liga Profesional de Bulgaria | PFC CSKA Sofia | Bulgaria | 1982 |